# Jardim do Mulato
Jardim do Mulato este un oraș în Piauí (PI), Brazilia.